# X-41 Common Aero Vehicle
X-41 là tên định danh dành cho một tàu không gian quân sự của Hoa Kỳ hiện vẫn đang được giữ bí mật.
Loại máy bay này hiện là một phần thuộc chươn trình FALCON (Force Application and Launch from Continental United States)  được DARPA và NASA hợp tác thực hiện.